# Stefen Fangmeier
Stefen Fangmeier est un réalisateur, superviseur des effets visuels, et assistant réalisateur, il est né le 8 décembre 1960 à El Paso dans le Texas.

## Biographie
De son vrai nom Stefen M. Fangmeier, Stefen commence une vie active en tant que programmateur, et analyste d'images. Sa première entreprise fut la Digital Productions. Il deviendra alors directeur de production dans une autre entreprise : Mental images et intègre. En 2006 il réalise son premier film, Eragon, qui rencontrera un succès relatif par rapport à son coût de production.

## Filmographie

### Réalisateur
- 2006 : Eragon

### Superviseur des effets visuels
- 2004 : Les Désastreuses Aventures des orphelins Baudelaire (Lemony Snicket's A Series of Unfortunate Events)
- 2003 : Master and Commander : De l'autre côté du monde (Master and Commander: The Far Side of the World)
- 2003 : Dreamcatcher : L'Attrape-rêves (Dreamcatcher)
- 2002 : Signes
- 2002 : La Mémoire dans la peau (The Bourne Identity)
- 2001 : Aizea: City of the Wind
- 2000 : En pleine tempête (The Perfect Storm)
- 1999 : Galaxy Quest
- 1998 : Il faut sauver le soldat Ryan
- 1998 : Small Soldiers
- 1997 : Speed 2 : Cap sur le danger (Speed 2: Cruise Control)
- 1996 : Réactions en chaîne (The Trigger Effect)
- 1996 : Twister
- 1995 : Casper
- 1993 : Jurassic Park
- 1991 : Hook
- 1991 : Terminator 2 : Le Jugement dernier

### Assistant réalisateur
- 2003 : Dreamcatcher : L'Attrape-rêves (Dreamcatcher)
- 1999 : Galaxy Quest